# HD 126248
HD 126248，又名BD+06 2875，SAO 120434、HR 5392，是一颗恒星，视星等为5.1，位于銀經353.1，銀緯59.33，其B1900.0坐标为赤經14h 19m 12.7s，赤緯+6° 59.33′ 25″。